# Next (Willie Peyote)
Next è un singolo del rapper italiano Willie Peyote, pubblicato il 30 maggio 2025.

## Descrizione
Il brano, scritto dallo stesso rapper con Alex Andrea Vella, in arte Raige, Luca Romeo e Michael Lorenzelli, è prodotto da Simone Capurro, in arte Starchild.

## Video musicale
Il video musicale, diretto da Stefano Carena, è stato pubblicato in concomitanza all'uscita del brano attraverso il canale YouTube del rapper.

## Tracce
Testi di Guglielmo Bruno, Alex Andrea Vella, Luca Romeo e Michael Lorenzelli, musiche di Simone Capurro e Stefano Genta.
1. Next – 3:13